# Софийска градска художествена галерия
Софийската градска художествена галерия е създадена на 22 октомври 1928 г. по заповед на ген. Владимир Вазов, тогавашен кмет на Столична община. Тя е настанена в реконструираната малко по-рано сграда на Градското казино на улица Гурко №1.
Първоначалният замисъл на институцията е за музей, с библиотека и архив, а картинната галерия се обособява впоследствие като резултат от дейността на музея. Първата постоянна картинна изложба в България е направена там през 1941 г., а седем години по-късно част от фонда ѝ е прехвърлена към фонда на Националната художествена галерия.
Като самостоятелна институция галерията се отделя през 1952 г. Понастоящем нейни притежания са 3500 живописни платна, 800 скулптури, 2800 графики и рисунки.